# Gabriel Bénichou
Pour les articles homonymes, voir Bénichou.
Gabriel Bénichou

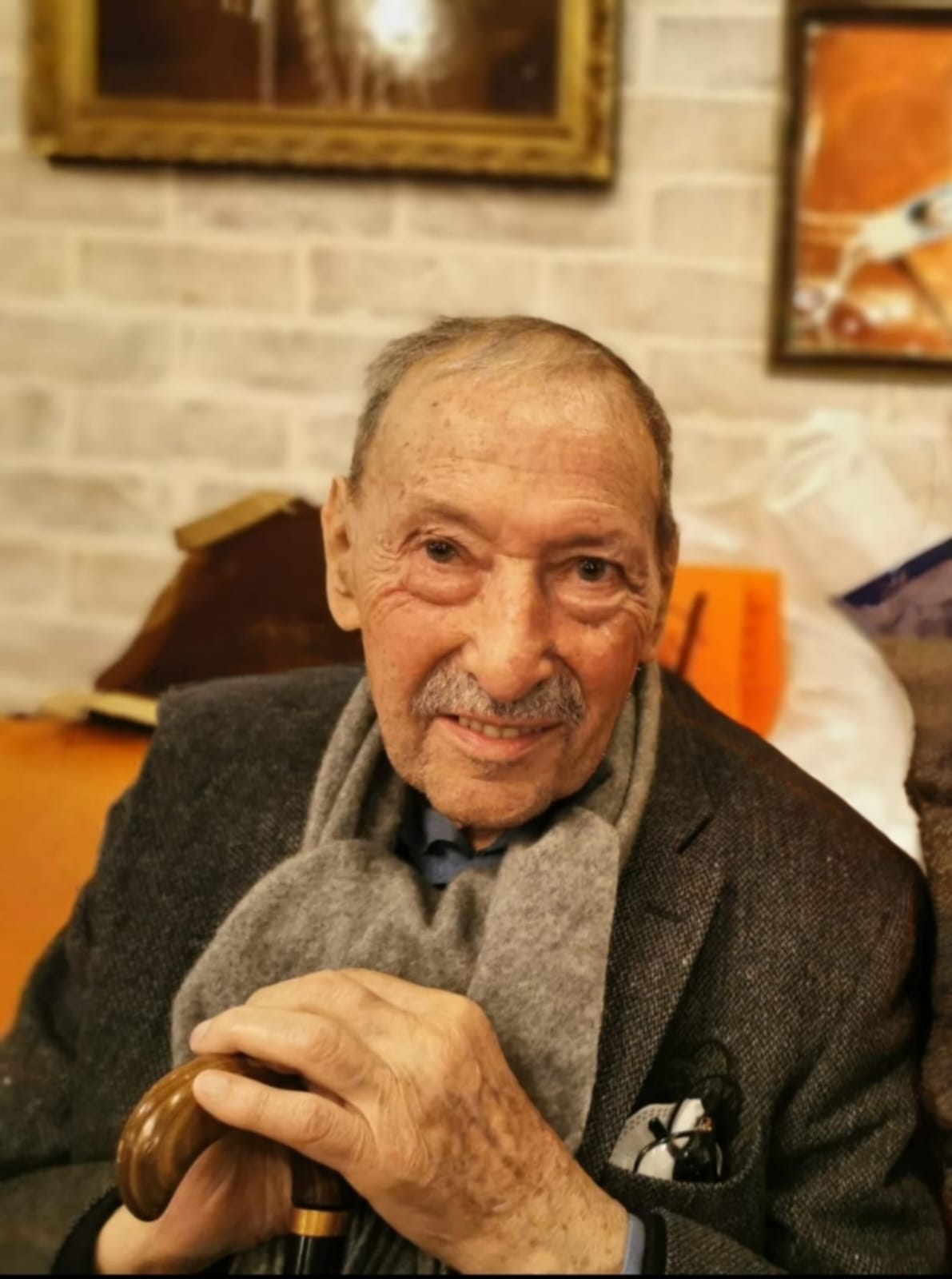
Photo de Gabriel Bénichou, né en 1926 et survivant de la déportation

 Gabriel Bénichou (15 décembre 1926, Tlemcen (Algérie) mort à Paris le 23 juillet 2025 est un juif français déporté à Auschwitz, puis transféré à l’intérieur du ghetto de Varsovie pour le nettoyage après la destruction de celui-ci jusqu’en août 1944. Il participe à la marche de la mort jusqu’à Kutno puis est transféré à Dachau. Il participe à une seconde marche de la mort jusqu'à Kaufering puis Landsberg (Allemagne) et Bad Tölz (Allemagne). Il est libéré le 2 mai 1945. Il meurt le 23 juillet 2025 à l’âge de 98 ans.

## Biographie
Gabriel Bénichou est né le 15 décembre 1926 à Tlemcen en Algérie. Il est issu d'une famille juive algérienne.
Gabriel Bénichou arrive à Paris en 1941 pour poursuivre ses études. Il est exclu de son collège en 1941 à cause des Lois sur le statut des Juifs du régime de Vichy qui restreignent l’accès à l’enseignement scolaire aux juifs de France.

### Arrestation et déportation
Gabriel Bénichou a une sœur, Raymonde Israël (née Bénichou) née le 3 juin 1915 à Tlemcen, en Algérie, mariée à Moïse Israël, né le 28 février 1911 à Ajaccio, qui habitent à Marseille. Elle obtient l'acceptation de son frère au lycée Saint Charles. Il y passe les années scolaires 1941-1942 et 1942-1943.
Il est arrêté le 8 avril 1943, à l'âge de 16 ans, par la police et enfermé à la prison Saint Pierre, jusqu'au 20 avril 1943.
Il est interné au Camp de Drancy et déporté vers Auschwitz-Birkenau par le Convoi No. 57, en date du 18 juillet 1943. Dans ce convoi, il y a sa sœur et son beau-frèreMoïse Israël, ce dernier survit à la Shoah. Leur dernière adresse était au 102 boulevard de la Corderie à Marseille.
En octobre 1943, il est transféré à l’intérieur du ghetto de Varsovie pour le nettoyage après la destruction de celui-ci jusqu’en août 1944. C'est le 1er convoi parti de la gare de Bobigny.
Il participe à la marche de la mort jusqu’à Kutno puis est transféré à Dachau.
Il participe à une seconde marche de la mort jusqu'à Kaufering puis Landsberg (Allemagne) et Bad Tölz (Allemagne).
Il est libéré le 2 mai 1945.
Il est rapatrié en métropole puis en Algérie. Sa sœur n’est pas revenue.

### Après la guerre
Gabriel Bénichou devient un médecin, et fonde une famille.
Il témoigne sur la Shoah,, d'abord à la demande de son petit fils Laurent pour le cours d'histoire de 3ème au collège Molière puis très régulièrement ensuite tant en milieu scolaire que lors de voyages mémoriels à Auschwitz-Birkenau.
Gabriel Bénichou est décédé le 23 juillet 2025 à l'âge de 98 ans. Il a été inhumé au cimetière du Montparnasse aux côtés de son épouse Hilda Benichou.

## Honneurs
- Officier de la Légion d'honneur, 8 septembre 2016, à la mairie du 15e arrondissement de Paris.

## Œuvres
- Gabriel Bénichou. L'ADOLESCENCE D'UN JUIF D'ALGÉRIE. Éditions Harmattan, 2004.  (ISBN 2747559386)